# Brendan Behan
Brendan Francis Behan (9. februar 1923 – 29. marts 1964) var en irsk poet, forfatter, dramatiker og sangskriver.
Han blev født i Dublin i 1923. Hans familie var anti-britisk på begge sider og han blev allerede som barn medlem af det oprindelige IRA's ungdomsorganisation Fianna Éireann. Senere blev han frivillig i IRA.
Han var irsk republikaner og politisk aktiv genne hele sit liv. I 1939 blev han anholdt for at være i besiddel af sprængstoffer i Storbritannien, og han fik en dom på tre år i Borstal.
Hans første skuespil, The Quare Fellow blev produceret i 1954 i Dublin. Det blev vel modtaget.
I 1958 var der premiere på hans andet stykke An Giall, der var skrevet på irsk. Senere oversatte han det til engelsk, hvor det fik international succes.
Hans selvbiografi Borstal Boy fra 1958 blev en international bestseller.
I det tidlige 1960'ere fik han diabetes. Han døde på Meath Hospital i Dublin i 1964 efter at være kollapset på en pub.
Han havde en bror Dominic Behan, var også forfatter og sangskriver. Dominic skrev hans nok mest berømte sange "The Auld Triangle" til Brendans stykke The Quare Fellow.

## Værker

### Skuespil
- 1954 The Quare Fellow
- 1958 An Ghiall, The Hostage
  - Behan skrev det først på irsk og oversatte derefter stykket til engelsk
- 1972 Richard's Cork Leg

### Bøger
- 1958 Borstal Boy
- 1962 Brendan Behan's Island
- 1963 Hold Your Hour and Have Another
- 1964 Brendan Behan's New York
- 1965 Confessions of an Irish Rebel
- 1966 The Scarperer
- 1981 After The Wake: Twenty-One Prose Works Including Previously Unpublished Material (posthumt)

### Sange
- 1985 Brendan Behan Sings Irish Folksongs and Ballads
- "The Auld Triangle" – optræder på Bert Jensch album The Black Swan fra 2006
- "The Captain and the Kings"